# 托马索·阿尔比诺尼
托马索·乔瓦尼·阿尔比诺尼（義大利語：Tomaso Giovanni Albinoni，1671年6月8日—1751年1月17日），意大利巴洛克作曲家。擅长协奏曲的写作，曾对巴赫产生重要的影响。
托马索·乔瓦尼·阿尔比诺尼1671年出生于意大利威尼斯，是一个富裕的造纸商的长子。少年时当过歌手，而作为小提琴手使他更出名，后来从事歌剧和乐器作曲。因为父子关系不和，1709年其父亲去世前在遗嘱中免除了他的财产继承权（按意大利人的惯例，家庭财产应由长子继承）。从此他专心致志地为自己的爱好而作曲，并办了一所相当成功的专门培养歌唱家的艺校。他妻子就是一位歌剧演员。
阿尔比诺尼一生在威尼斯度过，但去过许多地方，并得到当地名流的款待。他自稱创作过81部歌剧，但大多数未出版，以后手稿遗失。其器乐曲作品较为幸运，出版过10集，当时深受欢迎，并多次印刷出版。可惜他所有的音乐手稿和印刷品，几乎在第二次世界大战的轰炸中毀於一旦。

## 作品
阿爾比諾尼一生創作了至少50部歌劇（能確定的），其中有28部是1723年至1740年間，在威尼斯完成並上演的。儘管他的歌劇產量龐大，如今他最著名的器樂作品卻是雙簧管協奏曲。

### 有關《G小调慢板》（Adagio in G minor）
1945年，意大利音樂理論家雷莫·賈佐托为了完成阿尔比诺尼的传记和作曲总表，来到原来保存阿尔比诺尼手稿、但已炸成废墟的德國德累斯頓薩克森州立图书馆。他聲稱在废墟中发现了一些三重奏鳴曲手稿的碎片，並於1958年發表了經整理後的《G小调慢板》。一直以來，大家都相信賈佐托的話，而在音樂會中演奏《G小调慢板》時，樂曲解說后面都写上：阿尔比诺尼作曲，賈佐托整理。
可是，直至1998年賈佐托去世後，有關碎片均未曾發現。而圖書館方面亦未曾有紀錄或保存過賈佐托所提及的手稿碎片。究竟《G小调慢板》是否真的如賈佐托所說，是復修一些受損的草稿，還是只是賈佐托以前人的名字所寫的原創作品，漸漸成為音樂界的一個疑問。以目前所掌握的資料，都顯示《G小调慢板》極可能只是賈佐托假借阿尔比诺尼的名字而寫成的原創作品。